# Guizhou JL-9
Die Guizhou JL-9 Shanying (Bergadler) ist ein chinesisches doppelsitziges Fortgeschrittenen-Schulflugzeug, das auch als leichtes Angriffsflugzeug verwendet werden kann. Sie ist für die chinesischen Luftstreitkräfte und die chinesischen Marineflieger in Dienst gestellt worden und wird in der Exportvariante FTC-2000 auch von der sudanesischen Volksarmee verwendet. Myanmar erhielt Ende 2022 vier oder sechs FTC-2000G, so der Name der Exportversion.

## Entwicklung
Aus der doppelsitzigen Schulversion JJ-7 des auf der MiG-21 basierenden Abfangjägers Chengdu J-7 hat Guizhou die JL-9 weiterentwickelt. Sie besitzt neue Lufteinlässe, Cockpit und Cockpithaube und weitere Anpassungen der Zellenstruktur wie Leitwerksflächen usw. In der neugestalteten Nase ist ein SELEX Galileo (FIAR Grifo S7)-Pulse-Doppler-Radar eingebaut. Für die Ausbildung von Trägerpiloten der chinesischen Seestreitkräfte wurde als letzte Version die JL-9G entwickelt.

## Varianten
JL-9
Grundversion
JL-9G
Marineausführung zur Trägerausbildung
FTC-2000
Exportbezeichnung der JL-9
FTC-2000G
Exportbezeichnung der JL-9G mit Mehrzweckkampfflugzeugeigenschaften
JJ-7B
Bezeichnung der Vorserienmuster

## Technische Daten
| Kenngröße              | Daten                   |
| ---------------------- | ----------------------- |
| Spannweite             | 8,32 m                  |
| Länge                  | 14,55 m                 |
| Höhe                   | 4,10 m                  |
| Leermasse              | 4.960 kg                |
| max. Startmasse        | 9.800 kg                |
| Triebwerk              | ein WP-13F(C)           |
| Leistung               | 66,7 kN mit Nachbrenner |
| Höchstgeschwindigkeit  | 1700 km/h               |
| Steigleistung          | 260 m/s                 |
| Gipfelhöhe             | 16.000 m                |
| Überführungsreichweite | 2.500 km                |

## Bewaffnung
Festinstallierte Kanonen-Bewaffnung
1 × Norinco Typ 23-1 doppelläufige 23-mm-Maschinenkanone mit 300 Schuss Munition
Waffenzuladung von 2.000 kg an fünf Aufhängepunkten
Luft-Luft-Lenkflugkörper
- 4 × Startschienen für je 1 × Zhuzhou PL-7 – infrarotgesteuert für Kurzstrecken

Ungelenkte Luft-Boden-Raketen
- 4 × Raketen-Rohrstartbehälter für 24 ungelenkte Luft-Boden-Raketen; Kaliber 57 mm

Ungelenkte Freifallbomben
- 4 × 100-kg-Freifallbombe
- 4 × 250-kg-Freifallbombe